# Lilianet Duanes
Lilianet Duanes Andrés (ur. 20 września 1997) – kubańska zapaśniczka startująca w stylu wolnym. Siódma na igrzyskach panamerykańskich w 2019. Brązowa medalistka mistrzostw panamerykańskich w 2018; 2019 i mistrzostw Ameryki Środkowej i Karaibów w 2018. Wicemistrzyni igrzysk Ameryki Środkowej i Karaibów w 2018 roku.